# Aphrodisiaque
 (juin 2008).
Un aphrodisiaque (antonyme : anaphrodisiaque) est une substance naturelle (d'origine végétale ou animale) ou une alchimie utilisée afin de stimuler le désir sexuel. Au XIXe siècle, le dictionnaire de l'Académie française les définit comme des substances qu'on croit propres à exciter aux plaisirs de l'amour.

## Historique et usages
Le terme aphrodisiaque, est dérivé d'Aphrodite, la déesse de l'amour dans la mythologie grecque et semble apparaître pour la première fois au XVIIIe siècle.
L'usage des aphrodisiaques s'apparente à une tradition folklorique. La plupart sont utilisés afin de stimuler le désir sexuel ou dans le but d'augmenter les performances sexuelles des hommes comme des femmes. Les effets recherchés peuvent être multiples : une érection facilitée ou augmentée, une sensation de légèreté, une libido ou un orgasme plus intense. Certains sont issus de plantes et épices, directement consommés ou élaborés, ou encore à partir d'éléments animaux. D'autres encore sont désignés afin d'augmenter la virilité ou encore pour lutter contre l'infertilité.
Des études mettent en avant que l'usage d'aphrodisiaques n'a pas d'effet bénéfique en traitement de la dysfonction sexuelle, ou encore évoquent un effet placebo.
La plupart des produits présentés comme aphrodisiaques sont surtout considérés comme tels pour des raisons de suggestion, notamment quand il s'agit de substances produites à partir d'objets de forme et/ou de symbolique phallique : organes proéminents (corne de rhinocéros), rhizomes et grosses racines de végétaux (gingembre, ginseng et autres Zingibéracées), organes d'animaux symboles de virilité (gorille, taureau, rhinocéros, etc.), pénis de nombreux mammifères.
Certains parfums (SeXeS par exemple) et composés chimiques ou drogues, comme les poppers, sont utilisés comme aphrodisiaques bien qu'aucune vertu de ce genre n'y ait été mise en évidence par les études scientifiques.

## Substances supposées aphrodisiaques
- Bourrache officinale
- 3-Methylmethcathinone

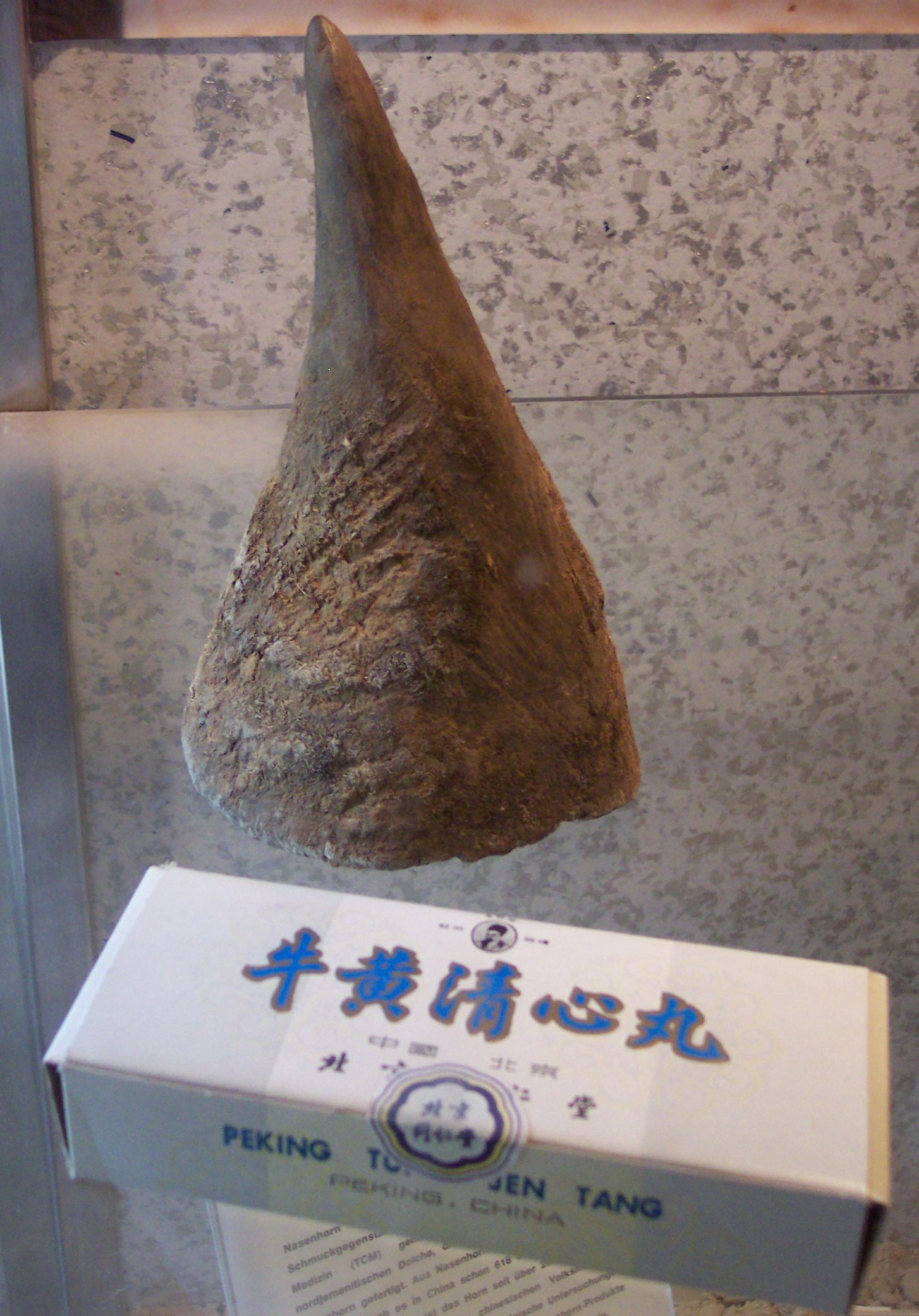
Corne de rhinocéros. Broyée, certains lui attribuent des vertus aphrodisiaques.

- Bois bandé : écorce d'un arbre des caraïbes, utilisé depuis longtemps par les antillais.
- Cantharide
- Catuaba : il s'agit de l'écorce d'un genévrier appelé Juniperus brasiliensis (Cupressaceae).
- Céleri[4]
- Damiana - Turnera diffusa Willd. ex Schultes (Turneraceae) ou Turnera aphrodisiaca.
- Epimedium
- Galanga
- Gingembre (Zingiber officinalis)
- Ginseng ou Panax Ginseng
- Maca - Lepidium pervuvianum L. (Cruciferae)
- Muira puama
- Pois mascate
- Salsepareille (Smilax myosotifolia)
- Tribule terrestre
- Yohimbe : pour la substance médicinale qu'on tire de son écorce, la yohimbine, un alcaloïde vasodilatateur.